# Kardanische Aufhängung

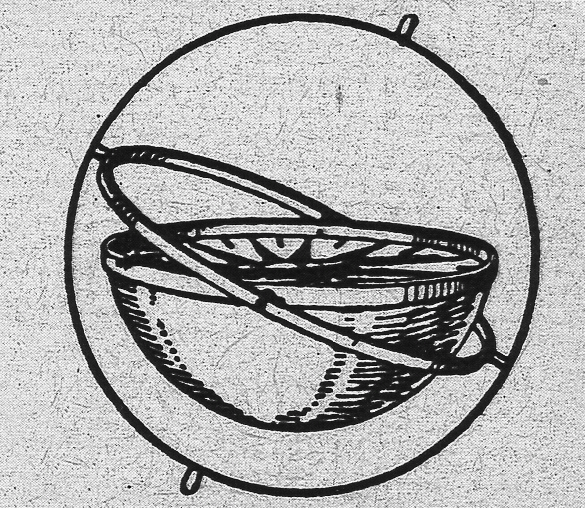
Kardanische Aufhängung eines Schiffskompasses. Der äußerste Ring ist fest mit dem Schiff verbunden. Die wie Stifte eines Lagers aussehenden Fortsätze des äußeren Kreises sind wohl lediglich ein Hinweis auf die Neigung des Schiffes.

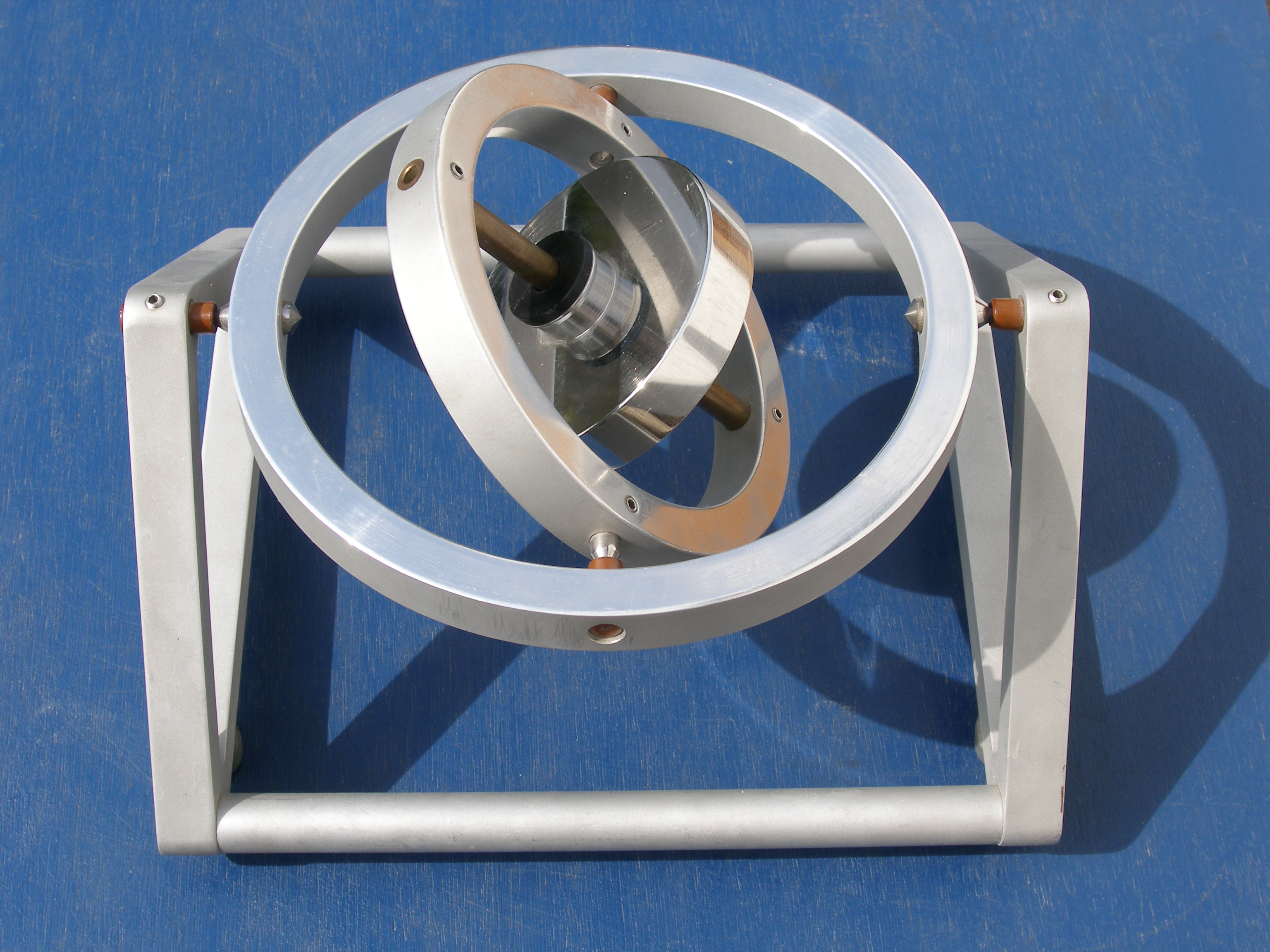
Kreisel mit kardanischer Aufhängung

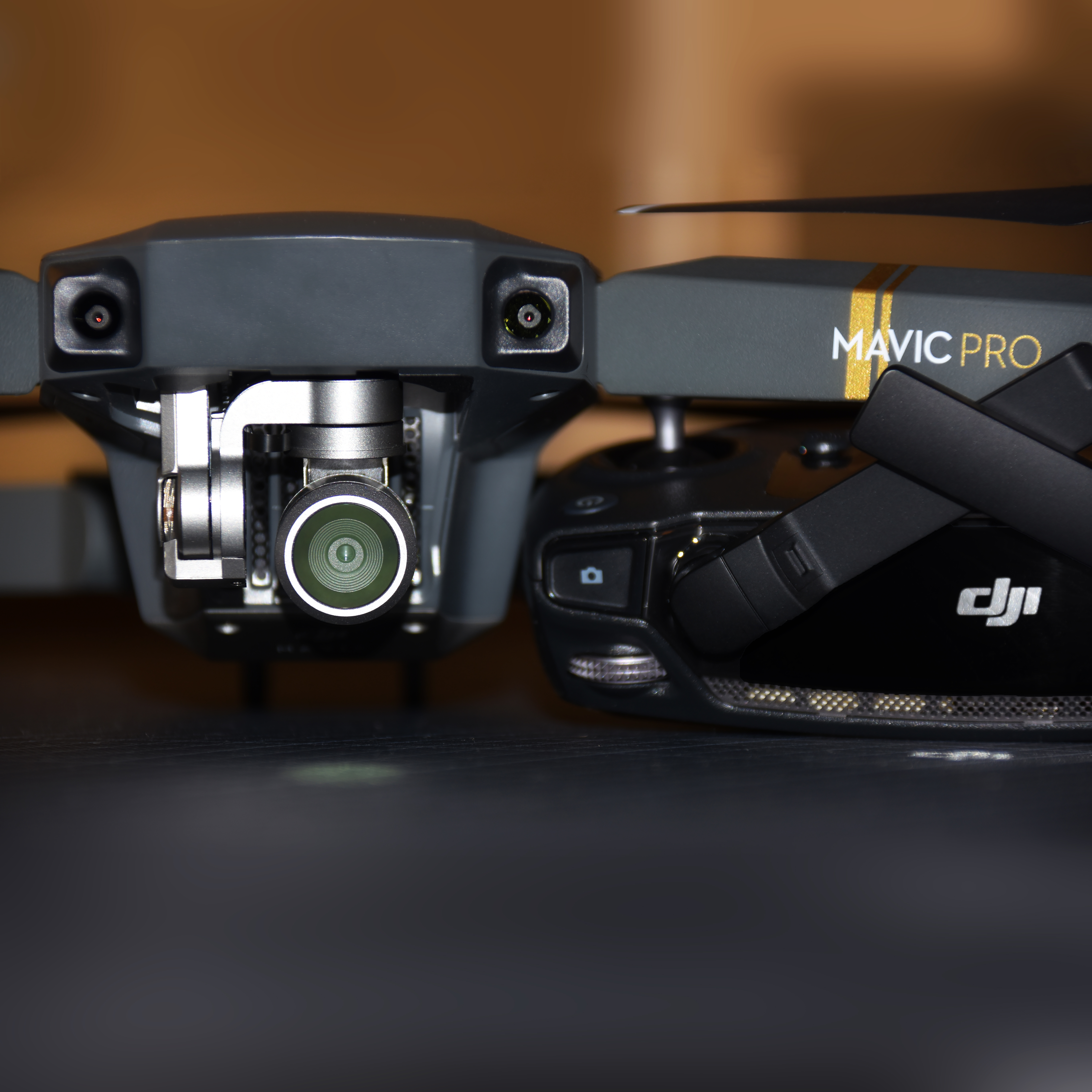
Drohne von 2017, Kameraobjektiv an Hochachse und Querachse sichtbar gelagert, runde Kamera kann sich um Längsachse drehen (Künstlicher Horizont)

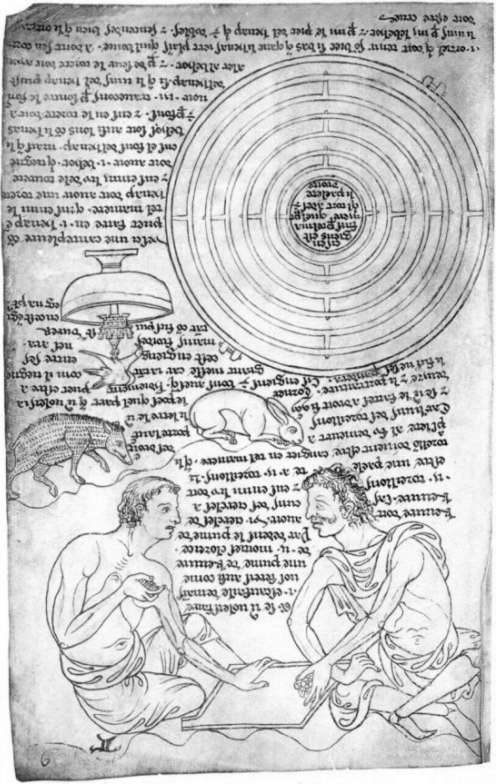
Mehrere (mehr als für eine kardanische Aufhängung nötig) gegenseitig drehbare Ringe auf einer Skizze von Villard de Honnecourt, etwa 1230

Die kardanische Aufhängung, kardanische Lagerung oder kurz Kardanik (engl. gimbal) ist das Aufhängen eines Gegenstandes an einem Gestell mit Hilfe von zwei oder drei einander schneidender, zueinander rechtwinkliger Drehlager.
Diese Aufhängung wird seit der Antike zum Beispiel auf Schiffen benutzt, um Messinstrumente wie Kompass und Pendeluhr, Geschirr oder andere Gegenstände stets lotrecht zu halten, im Flugzeugcockpit etwa ein Künstlicher Horizont. Dabei befindet sich der Schwerpunkt des zu lagernden Objektes unterhalb des Schnittpunktes der Drehachsen der Drehlager, so dass das Objekt unabhängig von der Neigung der Umgebung nach unten hängt. Im Unterschied zum Aufhängen an einem Faden dreht sich das Objekt nicht um die senkrechte Achse (außer es ist so ein eingebaut). Im obersten Bild ist gezeigt, dass die Kompassschüssel horizontal bleibt (sowohl bei seitlicher Neigung um die Längsachse (Rollen) wie abgebildet als auch bei Stampfen um die Querachse des Schiffes). Eine häufige moderne Anwendung ist die dreiachsige elektromotorisiert-proaktive Entkopplung der Lage einer Kamera an einer Freizeit-Drohne (Quadcopter) von deren eher ruckartigen Lagekorrekturen.
Eine verbreitete Anwendung ist die kardanische Aufhängung einer rotierenden Masse (Kreisel) in einem Kreiselinstrument.
Das gleiche technische Prinzip (zwei gekreuzte Drehgelenke) wird beim Kardangelenk zum Übertragen einer Drehbewegung zwischen zwei gegeneinander schwenkbaren Wellen angewendet.
Die kardanische Aufhängung ist in einigen Sprachen benannt nach Gerolamo Cardano (1501–1576), der sie 1550 als Stand der Technik beschrieb. Dabei ist der Begriff Cardo (lat. cardo, cardinis, Türangel, Wendepunkt, Himmelspol, Hauptachse einer Stadt) für Achsen aller Art seit der Antike etabliert. Den Sonderfall einer Kombination von zwei oder drei Achsen nach Cardano zu benennen lag nahe. 

## Geschichte
Eine kardanische Aufhängung wurde vermutlich schon um 280–220 v. Chr. von Philon von Byzanz verwendet, um ein Tintenfass aufzuhängen. Man begegnete damit der Gefahr, es versehentlich umzustoßen. In China lässt sich die kardanische Aufhängung um 180 n. Chr. nachweisen. Dass sie im Mittelalter bekannt war, beweist die Zeichnung eines Wärmapfels von Villards de Honnecourt (siehe Bild). Leonardo da Vinci schlug die kardanische Aufhängung für einen Schiffskompass vor.

## Funktionsweise und Anwendungen
Im äußeren festen Teil (oft, aber nicht notwendigerweise ein Ring) sind zwei Ringe – die Achsen jeweils um 90 Grad gegeneinander versetzt – ineinander drehbar gelagert. Das zu lagernde Objekt ist am innersten Ring befestigt.
In Schiffsküchen werden die Herdplatten kardanisch gelagert. Deren Schwerpunkt wird mittels Zusatzmassen so tief gehalten, dass sie auch mit aufgesetzten Töpfen bei sich neigendem Schiff horizontal bleiben und die Töpfe nicht wegrutschen oder gar umkippen. Die horizontale Lage bleibt auch bei der von Leonardo da Vinci vorgeschlagenen Aufhängung eines Schiffskompasses erhalten (siehe oberes Bild).
Die kardanische Aufhängung der Mischtrommel einer Betonmischmaschine wurde von der Firma Pekazett 1914 durch den Ingenieur Christian Halm erfunden.
Eines der Kreiselinstrumente ist der Kurskreisel. Die Kreiselachse bildet mit der inneren Kardanachse einen rechten Winkel (siehe Bild). Die kardanische Aufhängung erlaubt, dass der Kreisel seine Richtung im Raum bei Richtungsänderung des Fahrzeugs (Schiff, Flugzeug) beibehält. An der Richtung der Kreiselachse bleibt die Anfangsrichtung des Fahrzeugs dauernd ablesbar.
In Schwebestativen (Steadycam) für Film- und Photokameras werden kardanische Aufhängungen zur Bildstabilisierung genutzt. Hier wird meist die englische Bezeichnung Gimbal verwendet. So kann eine Kamera beim Laufen drehstabil geführt werden. Siehe auch Filmflug. Auch Teleskope werden teilweise kardanisch aufgehängt.
Beim Antrieb von Raumfahrzeugen werden Raketentriebwerke im Allgemeinen auf zwei Kardanringen montiert, damit ein einzelnes Triebwerk einen Vektorschub sowohl um die Nick- als auch um die Gierachse ausführen kann; manchmal kommt auch nur eine Achse pro Motor zum Einsatz. Zur Steuerung des Kreiselns werden Doppelmotoren mit Differenzialneigungs- oder Giersteuerungssignalen verwendet, um ein Drehmoment um die Kugelachse des Fahrzeugs bereitzustellen.

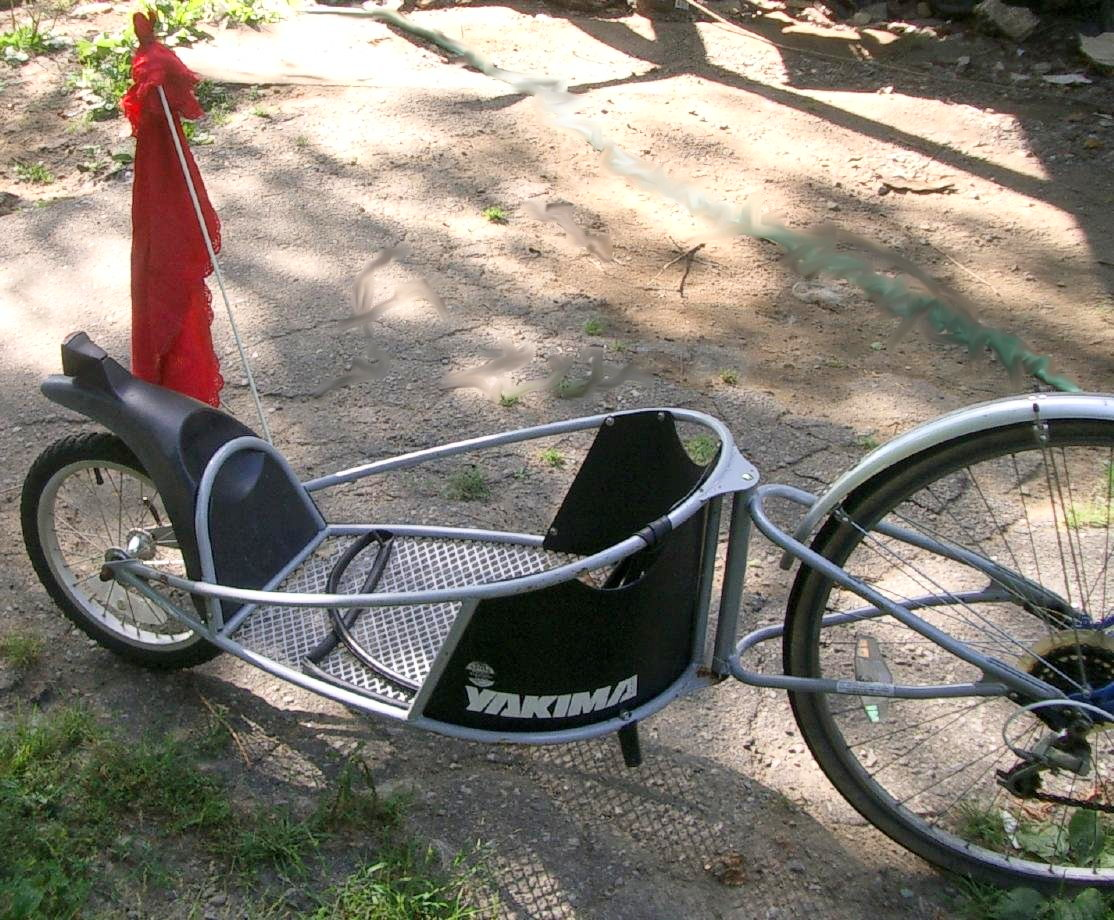
Einspuranhänger an einem Fahrrad

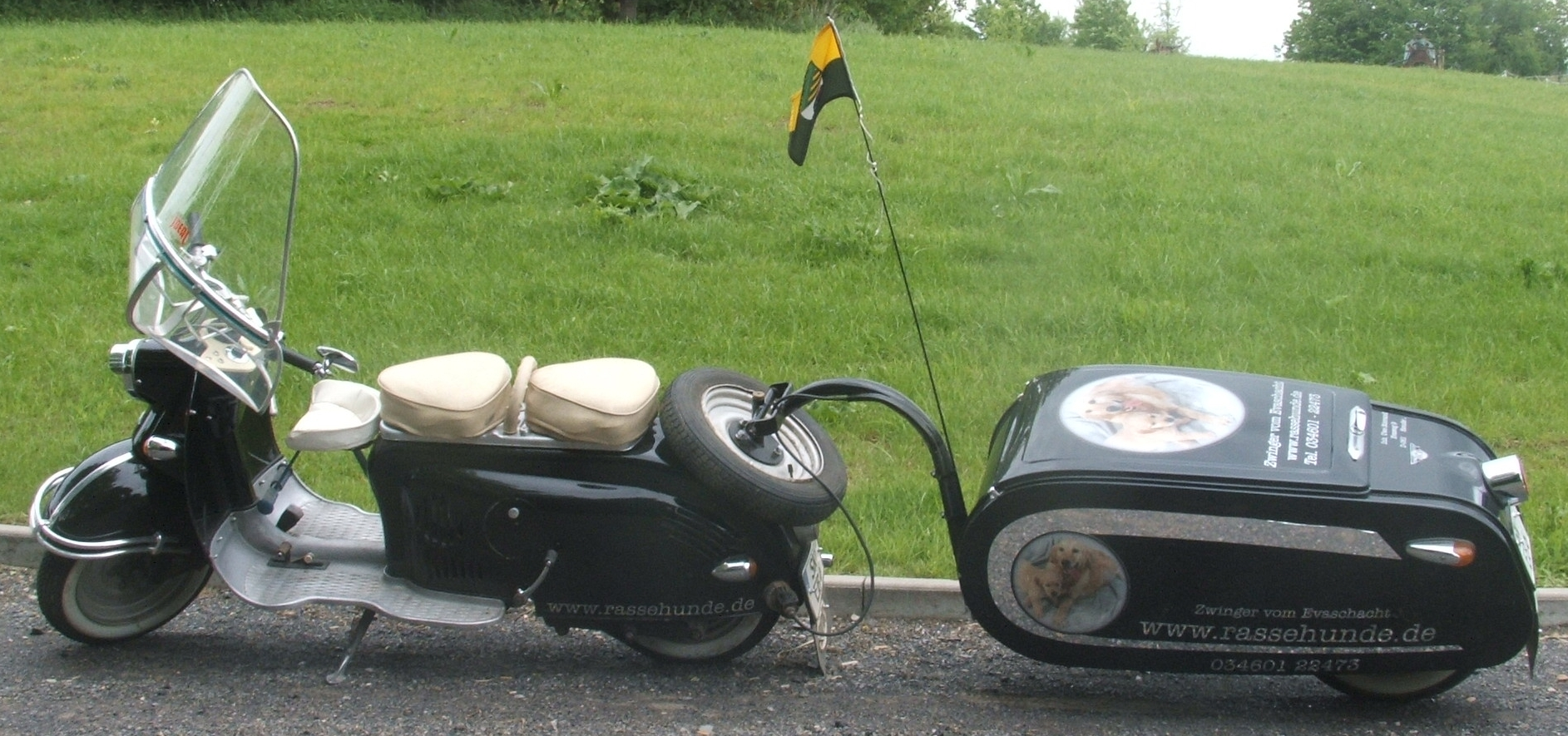
Einspuranhänger an einem Motorroller; Kreuzgelenk als Anhängerkupplung über dem Reserverad

Einspuranhänger für Motor- und Fahrräder werden meist mit Hilfe eines Kardangelenkes angekuppelt (unteres Bild). Die beiden Freiheiten in dieser Kupplung erlauben das seitliche Ausschwenken gegenüber dem Zugfahrzeug (Kurvenfahrt) und die Aufwärts- und Abwärtsbewegung (Fahrbahn-Steigungsänderung) des Anhängers. In Längsrichtung wird der Anhänger vom Zugfahrzeug daran gehindert, seitlich umzufallen.
Die Konstruktion, bei der der Anhänger mittels einer Gabel auf- und abdrehbar an der Hinterradachse angekuppelt wird (oberes Bild) ist ein besonderes Kreuzgelenk. Das Kreuzstück hat die Größe dieser Gabel, an deren hinterem Ende sich die zweite – die vertikale Drehachse – befindet. Die Mittellinien der beiden Kreuzstück-Achsen schneiden sich nicht wie üblich in einem Punkt.